# Joaquín Bondoni
Joaquín Bondoni Gress (né le 8 mai 2003) est un chanteur, auteur-compositeur et acteur mexicain, connu pour son rôle dans la telenovela mexicaine Mi marido tiene más familia et Juntos el corazón nunca se equivoca comme Cuauhtémoc "Temo" López, et connu aussi pour être ex-membre du groupe mexicain Tres 8 Uno.

## Carrière
Bondoni a commencé ses études d'acteur au Centro de Educación Artística de Mexico. Il a fait ses débuts en tant qu'acteur dans la série télévisée La rosa de Guadalupe, Como dice el dicho, la telenovela Ni contigo ni sin ti et La piloto.
Il faisait partie du groupe musical Tres 8 uno lorsqu'il était actif début 2018-2019.
En 2018, il rejoint la deuxième saison de la telenovela Mi marido tiene familia produite par Juan Osorio, jouant le rôle de "Cuauhtémoc 'Temo' López", fils de "Francisco 'Pancho' López" de la telenovela Una familia con suerte de 2010. Là, il est devenu connu pour son rôle d'un adolescent gay, qui tombe amoureux de "Aristóteles Córcega" (Emilio Osorio), petit-fils de "Doña Imelda" (Silvia Pinal) et cousin du protagoniste "Robert Cooper / Juan Pablo" (Daniel Arenas),.  Après Mi marido tiene más familia, il a joué le même personnage au théâtre dans Aristemo: el musical,.
En 2019, Bondoni a repris le rôle dans la série dérivée Juntos el corazón nunca se equivoca, qui joue désormais le rôle principal,. Dans cette série, Nikolas Caballero, Ale Müller, Eduardo Barquín, Gabriela Platas et l'acteur, musicien et chanteur cubain Sian Chiong jouent également.
En septembre de la même année, pour la telenovela Alma de ángel, Joaquín et son partenaire Emilio Osorio, ont fait une petite apparition et ont répété leurs rôles de Cuauhtémoc "Temo" Lopez et Aristóteles Córcega Castañeda. Cette même année, lui et Emilio ont enregistré et sorti trois nouvelles chansons sur les plateformes numériques et sont apparus en tant qu'invités dans la tournée de ce dernier.

## Filmographie
| Années    | Titre                        | Rôle                    | Notes                                                |
| --------- | ---------------------------- | ----------------------- | ---------------------------------------------------- |
| 2010-2018 | La rosa de Guadalupe         | Various roles           | 9 chapitres                                          |
| 2011      | Ni contigo ni sin ti         | Pedrito                 | Chapitre: "La revelación"; "Terrible incendio"       |
| 2017      | La piloto                    | Jerry                   | Chapitre: "Un secreto"                               |
| 2018      | Como dice el dicho           | Jaime                   | Chapitre: "El buen morir es el premio al buen vivir" |
| 2018-2019 | Tres 8 Uno: The Family       | Lui-même                | 25 chapitres                                         |
| 2018-2019 | Mi marido tiene más familia  | Cuauhtémoc "Temo" López | Main Cast                                            |
| 2019      | Tour Un Millón De Sueños     | Lui-même                | Concert Movie                                        |
| 2019      | El corazón nunca se equivoca | Cuauhtémoc "Temo" López | Main cast                                            |
| 2019      | Alma de ángel                | Cuauhtémoc "Temo" López | Chapitre: Esmeralda (La medium)                      |

## Théâtre
| Années | Titre                    | Rôle                         |
| ------ | ------------------------ | ---------------------------- |
| 2016   | Una tarde cualquiera     | Armandito                    |
| 2018   | Tour Un Millón De Sueños | Membre du group "Tres 8 Uno" |
| 2019   | Aristemo el musical      | Cuauhtémoc "Temo" López      |

## Discographie

### En solo
2019:
- "Si me dices que me quieres"

### En collaboration
2019:
- "Es por ti" (avec Emilio Osorio)
- "Amor valiente" (avec Emilio Osorio)

## Récompenses et nominations
| Année | Récompense                 | Catégorie                                        | Titres                              | Résultat | Réf.   |
| ----- | -------------------------- | ------------------------------------------------ | ----------------------------------- | -------- | ------ |
| 2019  | Premios ERES               | Meilleur acteur                                  | Mi marido tiene más familia\|       | Nommé    | ,      |
| 2019  | Premios ERES               | Meilleur bisou                                   | Mi marido tiene más familia\|       | Lauréat  | ,      |
| 2019  | TV Adicto Golden Awards    | Revelación masculina (Meilleure Nouvelle Acteur) | Mi marido tiene más familia\|       | Lauréat  | [ 11 ] |
| 2019  | E! Online TV's Top Couple  | Le meilleur couple à la TV                       | Mi marido tiene más familia\|       | Lauréat  | [ 12 ] |
| 2019  | MTV Millennial Awards      | Pareja en llamas (Couple en feu)                 | Mi marido tiene más familia\|       | Nommé    | ,      |
| 2019  | E! Online TV Scoop Awards  | Meilleure Nouvelle Acteur                        | Juntos el corazón nunca se equivoca | Lauréat  | [ 15 ] |
| 2019  | Kids' Choice Awards México | Meilleure Nouvelle Acteur                        | Mi marido tiene más familia\|       | Lauréat  | ,      |
| 2019  | Kids' Choice Awards México | Ship préféré                                     | Mi marido tiene más familia\|       | Lauréat  | ,      |
| 2020  | Queerties Awards           | Game Changer                                     | Él mismo (Lui-même)                 | Lauréat  | [ 18 ] |